# Shelley Berman
Pour les articles homonymes, voir Berman.
Sheldon Leonard Berman dit Shelley Berman, né le 3 février 1925 à Chicago dans l'Illinois et mort le 1er septembre 2017 à Bell Canyon (Californie), est un humoriste, acteur, et professeur américain, à l'université de Californie, en expression littéraire et dramatique.

## Biographie
Shelley Berman commença sa carrière en interprétant dans des cabarets-revues de Chicago, des petits rôles dans une troupe de comédiens The Second City, qui sur scène, improvisaient des situations et les répliques à partir d'un thème choisi par les spectateurs.
Entre 1970 et 1980, Shelley Berman très affecté par le décès de son fils ne tournera plus sur les plateaux, et restera reclus parmi les siens.
En 2006, il anima l'émission télévisuelle annuelle Chabad Telethon se déroulant dans plusieurs villes des États-Unis.
Il meurt le 1er septembre 2017 à l'âge de 92 ans.

## Filmographie sélective

### Cinéma
- 1964 : Que le meilleur l'emporte (The Best Man) de Franklin Schaffner
- 1967 : Divorce à l'américaine (Divorce American Style) de Bud Yorkin
- 1991 : Motorama de Barry Shils
- 2004 : Mon beau-père, mes parents et moi (Meet the Fockers) de Jay Roach
- 2008 : Rien que pour vos cheveux (You Don't Mess with the Zohan) de Dennis Dugan

### Télévision
- 1961 : La 4ème dimension (saison 2, épisode 27 "the mind and the matter" : Archibald Beechcroft
- 1991 : MacGyver (saison 7, épisode 1 "Un grand-père pas comme les autres") : Abe Sherman
- 2002-2009 :  Larry et son nombril : Nat David
- 2006-2008 : Boston Justice (Boston Legal) de David Kelley
- 2006 : Grey's Anatomy (saison 2, épisode 8 "Ainsi soit-il") : Jed Sorento
- 2012 : Hawaii 5-0 (saison 3, épisode 7 "Ohuna (The Secret)") : Morty Sapperstein

## Distinctions
En 1959, Shelley Berman obtient sa première récompense en obtenant le Grammy Award, qui honore les meilleurs artistes et les meilleurs techniciens dans le domaine de la musique.